# Emmahultasjön
Emmahultasjön är en sjö i Karlskrona kommun och Ronneby kommun i Blekinge och ingår i Nättrabyån-Ronnebyåns kustområde. Sjön är 6,7 meter djup, har en yta på 0,224 kvadratkilometer och är belägen 37,6 meter över havet.

## Delavrinningsområde
Emmahultasjön ingår i det delavrinningsområde (623147-148112) som SMHI kallar för Rinner mot Danmarksfjärden. Medelhöjden är 30 meter över havet och ytan är 13,71 kvadratkilometer. Det finns inga avrinningsområden uppströms utan avrinningsområdet är högsta punkten. Avrinningsområdets utflöde mynnar i havet, utan att ha någon enskild mynningsplats. Avrinningsområdet består mestadels av skog (58 procent) och jordbruk (25 procent). Avrinningsområdet har 0,22 kvadratkilometer vattenytor vilket ger det en sjöprocent på 1,6 procent. Bebyggelsen i området täcker en yta av 0,73 kvadratkilometer eller 5 procent av avrinningsområdet.